# 오브젝트 스토리지
오브젝트 스토리지(object storage) 또는 오브젝트 기반 스토리지(object-based storage)는 섹터와 트랙 내에 데이터를 블록으로 관리하는 블록 스토리지, 파일 계층으로서 데이터를 관리하는 파일 시스템과 같은 다른 스토리지 구조와는 반대로 데이터를 오브젝트로 관리하는 기억 장치이다. 각 스토리지는 여러 레벨로 구현될 수 있는데, 여기에는 장치 레벨, 시스템 레벨, 인터페이스 레벨이 있다. 각 케이스에서 오브젝트 스토리지는 다른 스토리지 구조에 의해 언급되지 않는 기능들을 가능케 하려고 노력하는데, 애플리케이션에 의해 직접 프로그래밍 가능한 인터페이스라든지, 물리 하드웨어의 여러 인스턴스를 검색할 수 있는 이름공간이라든지, 데이터 레플리케이션과 같은 데이터 관리 기능이라든지, 오브젝트 레벨의 입도의 데이터 분산을 들 수 있다.

## 같이 보기
- 블록 (컴퓨팅)
- 파일 시스템
- 클라우드 스토리지